# Олаф Енґельгардт
Олаф Енґельгардт (нім. Olaf Engelhardt, 2 березня 1951) — німецький яхтсмен.
Бронзовий призер Олімпійських Ігор 1976 року в класі Солінґ, учасник 1980 року.